# Pattes blanches
Pour plus de détails, voir Fiche technique et Distribution.
Pattes blanches est un film français réalisé par Jean Grémillon et sorti en 1949.

## Synopsis
Dans un village breton du bord de mer, le drame pointe entre le riche mareyeur et le châtelain, tous deux amoureux de la blonde Odette.

## Fiche technique
Sauf indication contraire, les informations mentionnées dans cette section peuvent être confirmées par la base de données cinématographiques IMDb,  présente dans la section « Liens externes ».
- Titre : Pattes blanches
- Réalisation : Jean Grémillon
- Scénario : Jean Anouilh et Jean Bernard-Luc
- Photographie : Philippe Agostini
- Assistants réalisateur : Pierre Kast, Guy Lefranc
- Son : Jean Rieul
- Décors : Léon Barsacq, assisté d'André Bakst, Jacques Chalvet et Robert Clavel
- Montage : Louisette Hautecoeur
- Musique : Elsa Barraine
- Direction d'orchestre : Roger Désormière
- Maquillage : Hagop Arakelian
- Photographe de plateau : Roger Corbeau
- Production : Roger De Venloo
- Société de production : Majestic Films
- Pays d'origine :  France
- Format : Noir et blanc - 1,37:1 - 35 mm
- Genre : Drame
- Durée : 92 minutes
- Date de sortie :
  - France - 13 avril 1949

## Distribution
- Suzy Delair : Odette
- Fernand Ledoux : Jock Le Guen
- Michel Bouquet : Maurice
- Paul Bernard : Julien de Keriadec, dit Pattes blanches
- Arlette Thomas : Mimi
- Sylvie : la mère de Maurice
- Jean Debucourt : le juge d'instruction
- Betty Daussmond : la tante de Julien
- Madeleine Barbulée : la cousine de Julien
- Geneviève Morel : Marguerite
- Paul Barge : un invité
- Philippe Sergeol : un invité
- Edmond Beauchamp : le gendarme
- Jean-François Bailly
- Pierre Duncan
- Jean Pommier

## Récompenses
- 1949 : Prix spécial pour la photographie et le montage au Festival International du Film de Locarno[1]